# Cueto de la Horcada
El Cueto de la Horcada es una montaña de la cordillera Cantábrica ubicada en la sierra del Cordel. Mide 2111 metros de altitud y se sitúa entre Cuencagén (2053 m) y el pico Bóveda (2067 m). Además, se localiza en la divisoria de dos municipios: Polaciones al norte y Campoo de Suso al sur. Destaca por la forma puntiaguda de su cima, especialmente vista de perfil.
Desde este pico arranca un contrafuerte en dirección norte que llega al cueto de La Concilla y que divide el valle de Polaciones, en la cuenca fluvial del Nansa, y el valle del río Saja.

## Ruta de acceso

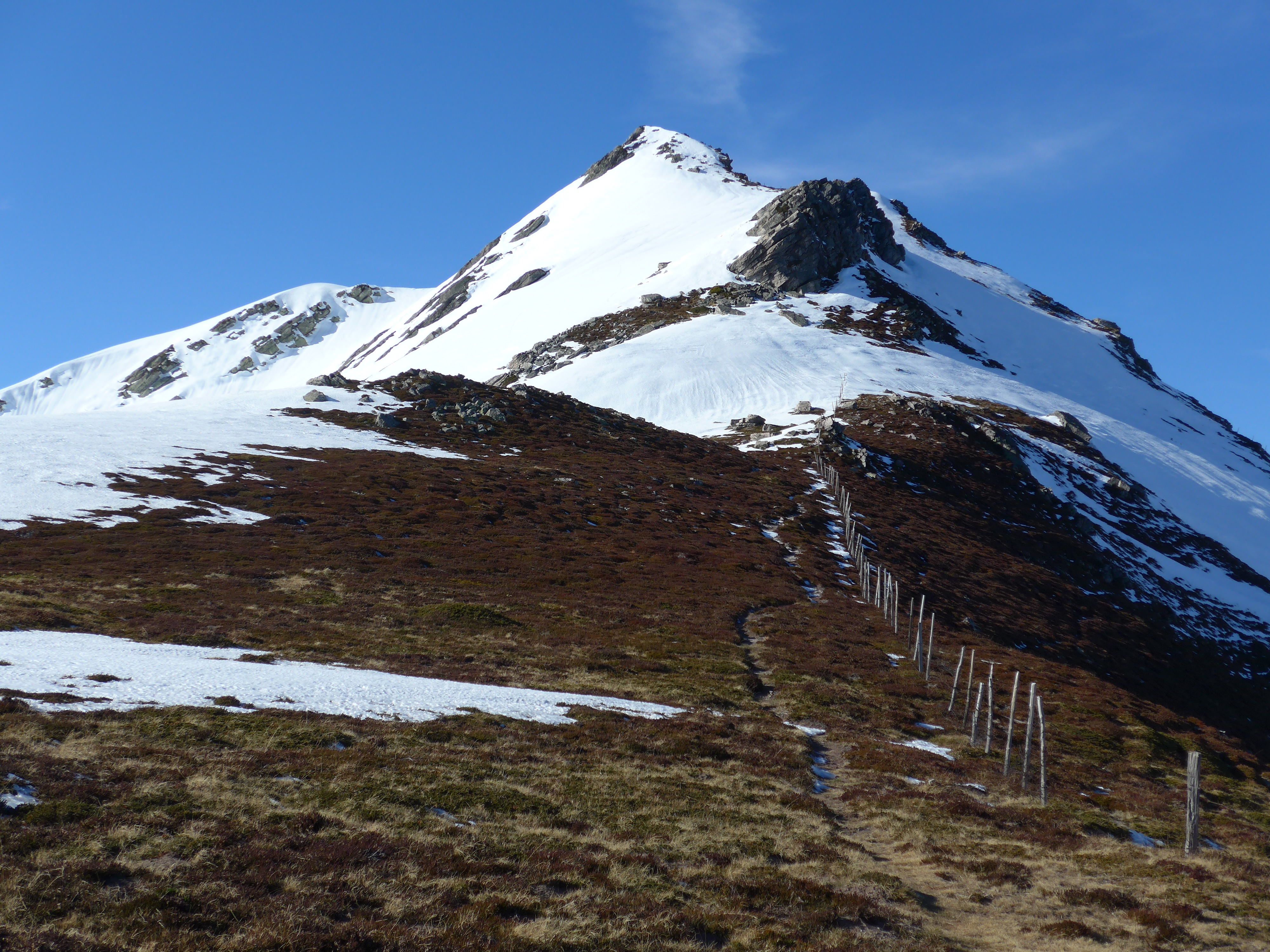
Cueto de la Horcada visto por su cara este

La ruta de montañismo más directa al Cueto de la Horcada parte de la estación de esquí de Alto Campoo.